# Croton quisumbingianus
Croton quisumbingianus är en törelväxtart som beskrevs av Léon Camille Marius Croizat. Croton quisumbingianus ingår i släktet Croton och familjen törelväxter. Inga underarter finns listade i Catalogue of Life.